# Rio Apa
O rio Apa é um curso de água que banha parcialmente a fronteira entre o Brasil e Paraguai.

## Características
Pouco se sabe da origem de seu nome, mas é provável que vem do idioma guarani.[carece de fontes?]
O rio nasce na serra de Amambai, mais precisamente no distrito de Ponta Porã denominado de Cabeceira do Apa e após percorrer 447 quilômetros, desagua na margem esquerda do rio Paraguai.
Corre por um terreno muito plano, por isso o percurso é muito tortuoso, apresentando muitos meandros, até chegar ao rio Paraguai em frente à cidade de San Lázaro.
Seus principais afluentes vêm da margem direita, destacando a corrente estelar, os rios Piripucu, Caracol e Perdido, que descem a serra da Bodoquena.

## Locais
No Brasil passa pelo estado de Mato Grosso do Sul nas cidades de Ponta Porã, Bela Vista, Caracol e Porto Murtinho. 
Já na República do Paraguai banha Bella Vista Norte, Concepción, San Carlos e San Lázaro.